# Stratiomys jamesi
Stratiomys jamesi är en tvåvingeart som beskrevs av Steyskal 1952. Stratiomys jamesi ingår i släktet Stratiomys och familjen vapenflugor. Inga underarter finns listade i Catalogue of Life.